# Kubínska hoľa

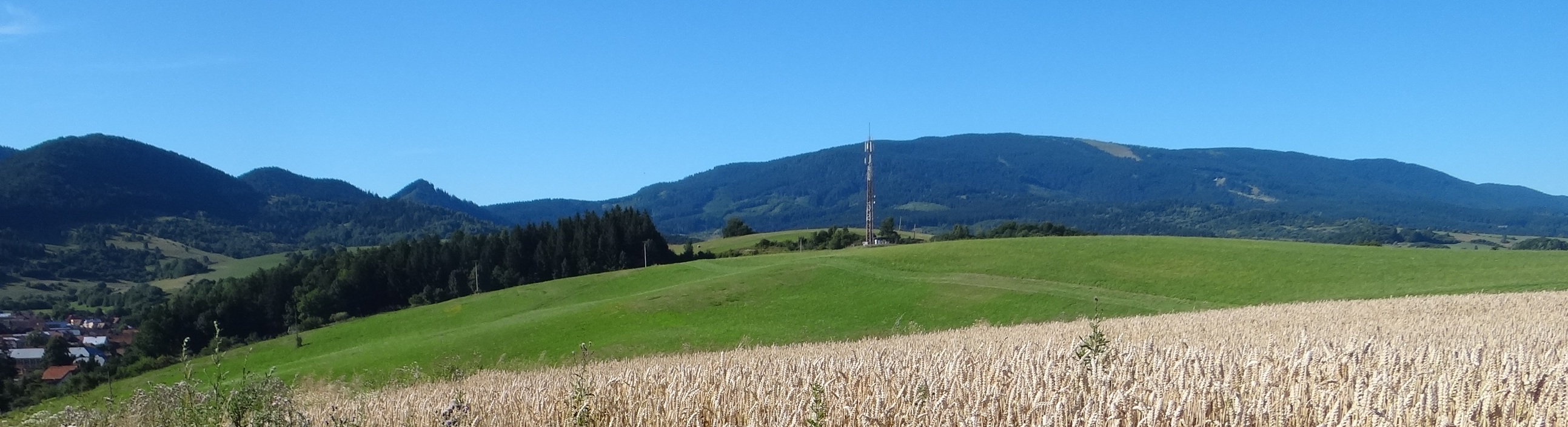
Widok z miejscowości Istebné na masyw Kubińskiej Hali (za przekaźnikiem)

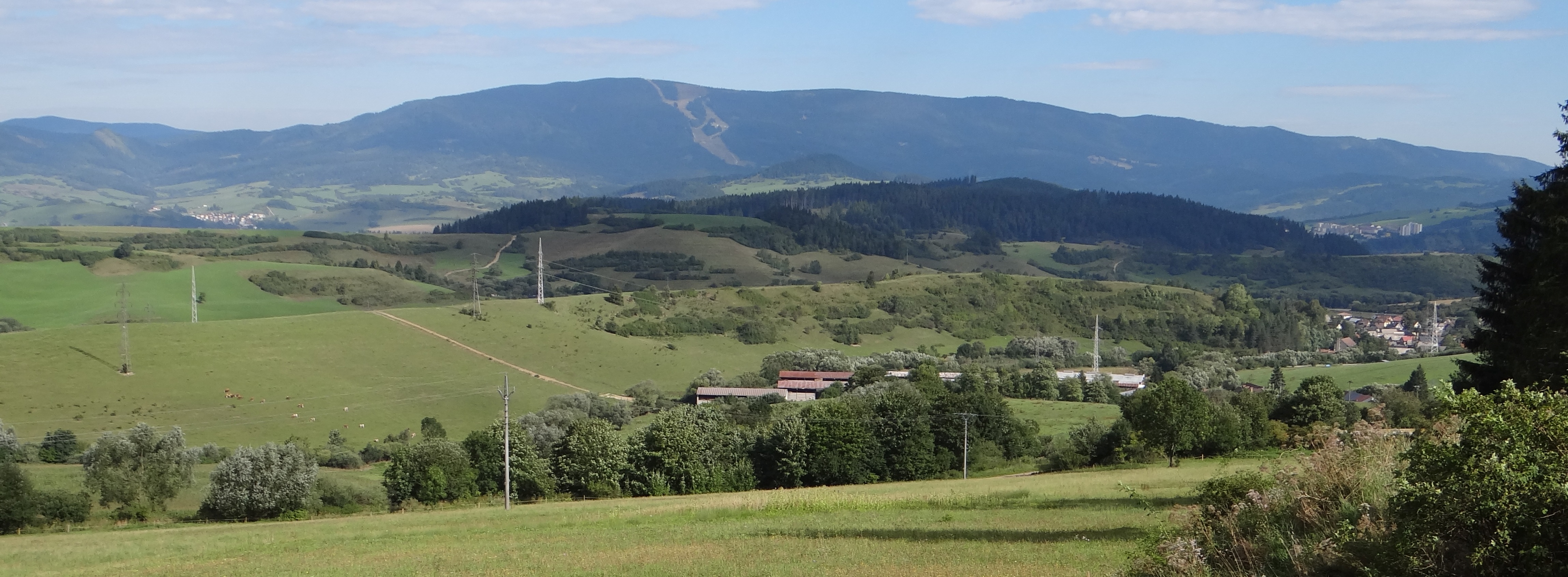
Widok od południa

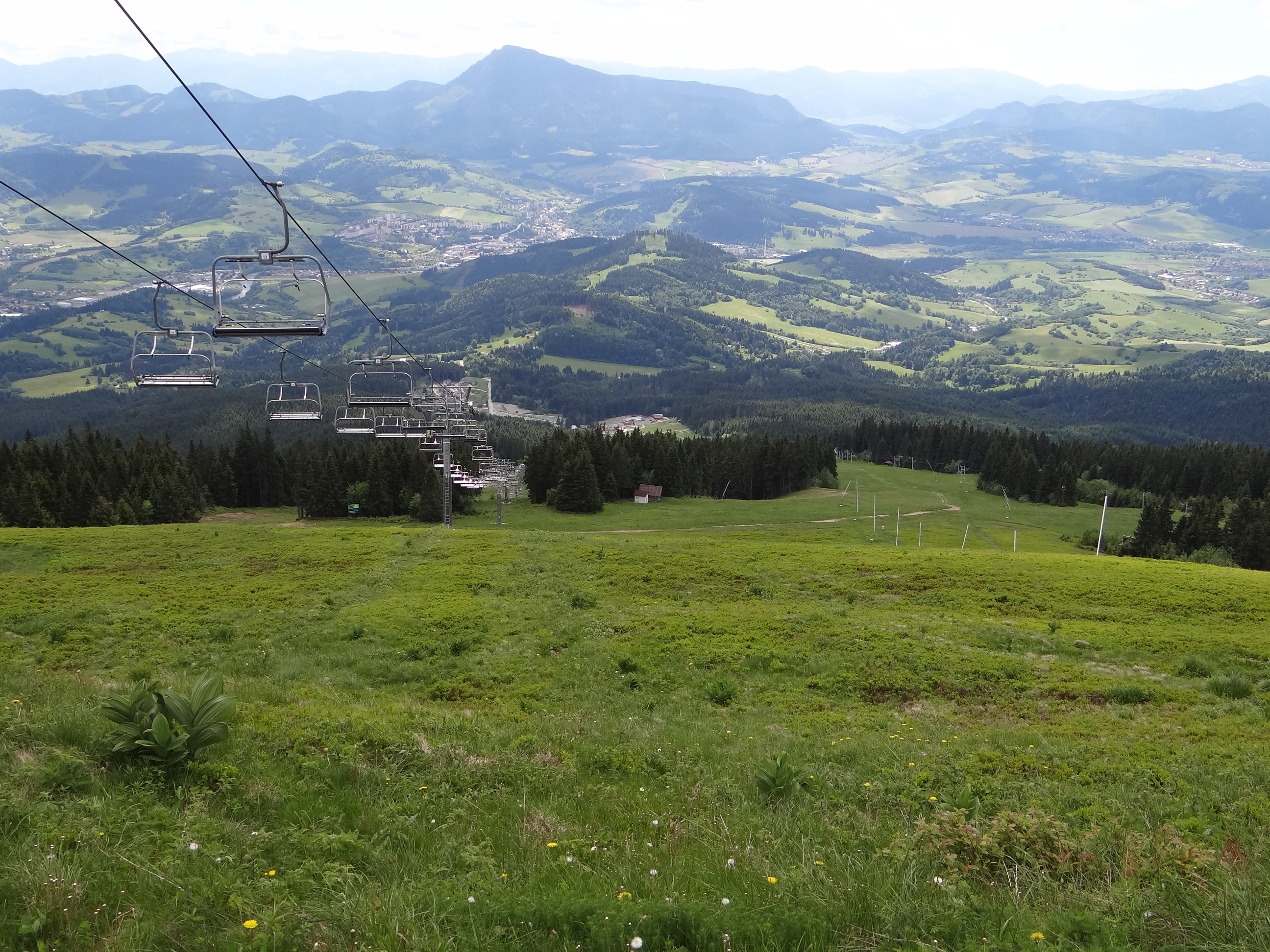
Widok z Hali Kubińskiej. W centrum miasto Dolný Kubín, nad nim szczyt Wielkiego Chocza.

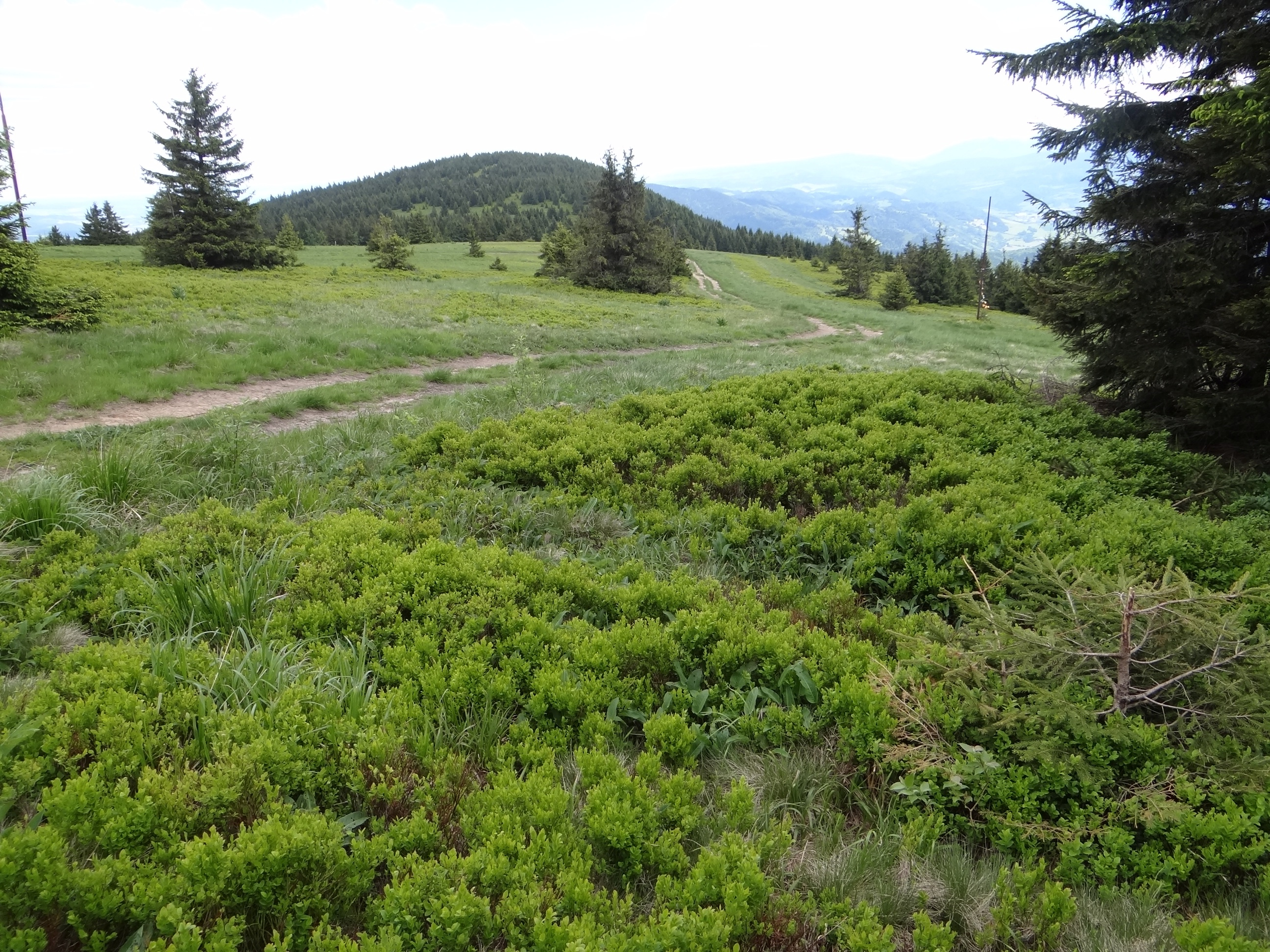
Szczyt Hali Kubińskiej

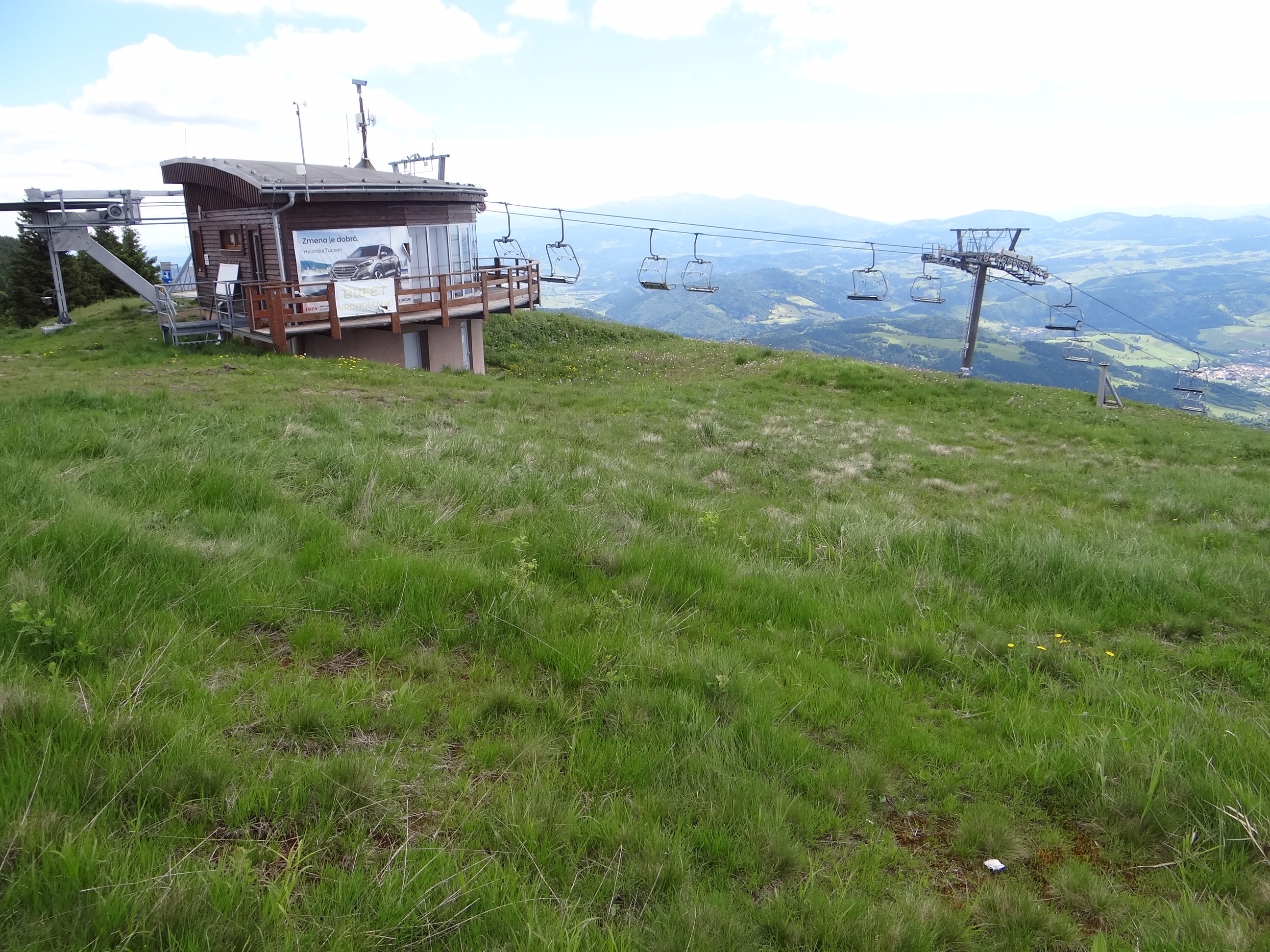
Górna stacja kolejki krzesełkowej

Kubínska hoľa – masyw górski w środkowej części Magury Orawskiej w Zewnętrznych Karpatach Zachodnich, na Słowacji. Szczyt Kubińskiej Hali (1346 m) jest jednocześnie drugim co do wysokości szczytem całej grupy górskiej Magury Orawskiej.

## Położenie
Masyw Kubińskiej Hali wznosi się w centralnej części głównego grzbietu Magury Orawskiej. Ciągnie się on w kierunku z południowego zachodu na północny wschód, od szerokiego siodła na wschód od szczytu Minčola po płytką przełączkę ze źródłem przed kotą 1224 m, i dominuje od północy nad doliną Orawy w rejonie Dolnego Kubina. Najwyższy punkt Kubińskiej Hali znajduje się w zachodniej części grzbietu. W odległości ok. 1,2 km na północny wschód od wierzchołka (1346 m) wyróżniany jest drugi nazwany punkt wysokościowy masywu – Čierny vrch (1319 m).
Nazwa masywu związana jest z dawną gospodarką pasterską i oznaczała tereny wypasowe należące do mieszkańców Kubina. W szerszym rozumieniu obejmowała (i obejmuje do dziś) cały środkowy odcinek grzbietu Magury Orawskiej od szczytu Minčola po przełęcz Przysłop. Na szczycie został wybudowany radar meteorologiczny należący do Słowackiego Instytutu Hydrometeorologicznego (SHMÚ).

## Geologia i morfologia
Cały masyw Magury Orawskiej budują grube ławice twardych piaskowców fliszowych, zaliczanych do tzw. płaszczowiny magurskiej. Grzbiet jest stosunkowo szeroki, o słabo zróżnicowanych wysokościach, opadający łagodnie ku północnemu wschodowi. Południowe stoki masywu do poziomicy ok. 900 m n.p.m. są dość strome i słabo rozczłonkowane, natomiast niżej znacznie łagodniejsze i rozcięte dolinami licznych potoków, uchodzących do Orawy, na kilka dłuższych grzbietów. Stoki północne dość równomiernie opadają ku dolinie potoku Hruštínka, rozcinane siecią drobnych dopływów tego cieku wodnego.

## Flora i fauna
Cały prawie masyw Kubińskiej Hali jest gęsto zalesiony. Dolny regiel zajmowały niegdyś buczyny z dominującym bukiem i domieszkową jodłą. Zdecydowana większość tych lasów została w ciągu XIX i pierwszej połowy XX w. zastąpiona monokulturami świerkowymi. Pozostałości pierwotnych buczyn zachowały się nielicznie, w najbardziej niedostępnych miejscach. W reglu górnym dominuje świerk, któremu w najwyższych położeniach towarzyszy często jarząb pospolity. Świerki w strefie grzbietowej, zwłaszcza grupy świerków występujące wśród polan, posiadają formy sztandarowe lub kandelabrowe, będące świadectwem skrajnie trudnych warunków bioklimatycznych.
Polany pokrywające grzbiet Kubińskiej Hali, w tym największa z nich ciągnąca się pod szczyt Minčola, nie są halami w sensie biologicznym (piętro roślinne). Powstały na skutek karczowania lasów w okresie największego rozwoju gospodarki pasterskiej i szałaśnictwa w XVI–XVIII w. Z czasem znaczne ich połacie nadmiernie wypasane zarosły bliźniczką psią trawką. Dziś są niewypasane, częściowo już zarastają młodym lasem. Niemniej wiosną kwitną tu jeszcze obficie krokusy i urdzik karpacki, na wilgotniejszych stanowiskach pospolity jest rdest wężownik, zaś z końcem lata wielkie kępy goryczki trojeściowej.
Fauna jest typowa dla innych wielkich masywów zachodniobeskidzkich, ze spotykanymi tu największymi drapieżnikami (niedźwiedź brunatny, wilk szary, ryś) włącznie.

## Turystyka i narciarstwo
Masyw Kubińskiej Hali jest często odwiedzany zarówno latem jak i zimą. Szczytowe polany oferują dookolną panoramę, obejmującą kilka grup górskich (Beskid Żywiecki z Pilskiem i Babią Górą, Skoruszyńskie Wierchy, Tatry Zachodnie, Tatry Niżne, Góry Choczańskie, Wielką Fatrę i Małą Fatrę). Zimą często pojawiają się tu narciarze zjazdowi, korzystający z wyciągów narciarskich na sąsiednim Minčolu i stokami masywu zjeżdżający do schroniska lub narciarze-turyści, wędrujący grzbietem Magury Orawskiej. Działa tutaj Ośrodek narciarski Kubínska hoľa (SKI Park Kubínska hoľa).
Schronisko turystyczne pod Kubińską Halą (słow. Chata na Kubínskej holi) znajduje się na wysokości ok. 1100 m na południowym stoku góry. Jest jedynym schroniskiem turystycznym w całej Magurze Orawskiej. Po generalnym remoncie części noclegowej liczy aktualnie (2008 r.) 62 miejsca noclegowe w 17 pokojach.
W masywie Kubińskiej Hali istnieją znakowane szlaki turystyczne:
  z Zázrivej przez Minčol na szczyt Kubińskiej Hali 2 h 45 min (z powrotem 2 h 15 min);
  z przełęczy Przysłop na szczyt Kubińskiej Hali 2 h 15 min (z powrotem 2 h);
  z Dolnego Kubina do siodła między szczytem Kubińskiej Hali a Minčolem (koło schroniska) 3 h 15 min (z powrotem 2 h 45 min);
  z Orawskiego Podzamcza do schroniska pod Kubińską Halą 3 h (z powrotem 2 h 45 min);
  z Istebnego do schroniska pod Kubińską Halą 3 h 30 min (z powrotem 3 h);
  z Dolnego Kubina przez wzgórze Trniny (793 m) 2 h 30 min (z powrotem 2 h).